# アメリカン・ブロードキャスティング・カンパニー
アメリカン・ブロードキャスティング・カンパニー（American Broadcasting Company、ABC）は、 ウォルト・ディズニー・カンパニーのディズニー・エンターテインメントの一部門であるディズニー・ゼネラル・エンターテイメント・コンテンツが運営する、アメリカの多国籍民間放送テレビネットワークである。本社はカリフォルニア州バーバンクのリバーサイド・ドライブにある。また、ニューヨークの放送センターにはニュース部門の本部があり、同ネットワークの副拠点となっている。
テレビ放送は1948年に開始した。ABCは職員数ではなく、収入額で世界最大の放送局である。ABCはかつての3大テレビネットワークの一つで、その放送番組はアメリカの大衆文化に大きく貢献した。
ABC Inc.（以前のCapital Cities/ABC Inc.）はABCの直接の親会社であり、オーナーはディズニーである。「ABC」はアルファベットの最初の3文字であることから、ネットワークはしばしば「アルファベット・ネットワーク Alphabet Network」とも呼ばれる。
同じABCの略称を持つ、日本の朝日放送（ABCテレビ・ABCラジオ）やオーストラリア放送協会とは無関係である。

## 歴史

### 創設
真のラジオネットワークが組織された1920年代後半から、アメリカ合衆国におけるラジオ放送は、CBSと、RCAの子会社であるNBCの2社によって支配された。
RCAは1926年のNBC創立以前に、当時AT&Tの子会社であったニューヨークのラジオ局・WEAF（後のWNBC、現在はCBSの子会社であるWFAN）を購入した。RCAはWEAFを手に入れると共に、アメリカ北東部で番組を他の局に供給する緩やかに組織化されたシステム、すなわちネットワークも手にした。WEAFグループを手に入れる以前の1926年中頃の時点で、RCAは同様のグループを所有しており、それはRCAが1923年にウェスティングハウスから入手した、ニューアークのWJZを中心としたシステムであった。これらはRCAの二つのネットワーク、「レッド」と「ブルー」の基礎となった。伝えられるところに依ると、レッドとブルーの名称は初期の技術者達が系列を指示するときに使用する画鋲の色（WEAFが赤でWJZが青）からきたとされる。
3年におよぶ調査の後、1940年5月に連邦通信委員会 (FCC) は「Report on Chain Broadcasting」と言うレポートを発行した。このレポートでは「NBCレッド、NBCブルー、CBS、MBSがアメリカの放送界を支配している」とし、それらの「分離」を提案、RCAに一つのネットワークの売却を要求した。
NBCレッドは最大のラジオネットワークで、主に娯楽番組と音楽番組を放送していた。加えて多くのレッド系列が大出力で明瞭な局であり、全国的に聴取されていた。NBCブルーは主にニュース番組および教養番組を放送しており、それらの大半が「サスティニング・プログラム」、つまりスポンサーなしであった。他の調査結果でFCCはRCAがNBCレッドに対する競争を抑圧するのにNBCブルーを使用したと主張した。FCCはネットワークを直接規制したり、認可したりはしなかったが、そのレポートは個々の局に対する認可に影響を及ぼすかもしれなかった。結果としてFCCは「複数のネットワークを保持するネットワークに属する標準的な放送局に、免許は付与しない。」と決定した。NBCはこの間接的なスタイルの規制は違法であると主張し、裁判に訴えた。しかしながら裁判はFCCの勝利となり、NBCは1942年1月8日にレッドとブルーの分離を決め、ブルーを売却することとした。
RCAはNBCブルー売却の任務をマーク・ウッズに託した。1942年から43年にかけてNBCレッドとNBCブルーはそれらの資産を分割した。ブルーの価格は800万ドルに決定し、ウッズは購入する見込みのある者を見て回った。それらの中に投資銀行のディロン・リードがあり、750万ドルの申し入れがあった。しかしながらウッズとRCA社長のデヴィッド・サーノフは800万ドルの価格を固守した。NBCブルーの資産は地上通信線のリース権およびニューヨーク、ワシントンD.C.、シカゴ、ロサンゼルスのスタジオ施設、約60の系列下のタレントとの契約、「ブルー」に関連づけられた商標と人々の好感（グッドウィル）、3つの放送局（ニューヨークのWJZ、サンフランシスコのKGO、シカゴのWENR）へのライセンスが含まれた。
RCAは最終的に、エドワード・ノーブル（ライフセーバーズキャンディおよびレックスオールのドラッグストアチェーンのオーナー）にNBCブルーを売却することとなった。放送局のライセンスを移管するに当たって、ノーブルは所有するニューヨークのラジオ局、WMCAを売却しなければならなかった。FCCのヒアリングでノーブルはマーク・ウッズを社長としてとどめるという意思を示したため、論争が生じた。それはウッズが彼の元雇い主とともに（そしてそのために）働き続けるという提案に至った。これにはネットワークの売却に狂いが生じる可能性があった。ヒアリングの間、ウッズは新しいネットワークはアメリカ労働総同盟に放送時間を販売しないと発言した。ノーブルは同様の点に関してNABコードの後ろに隠れることで質問するのを回避した。不満を感じた議長はノーブルは少し再考するように勧めた。彼はその勧めに応じ、1943年10月12日にネットワークの売却は完了した。「ザ・ブルー・ネットワーク」として知られる新たなネットワークはアメリカン・ブロードキャスティング・システム（ノーブルが取引の結果設立した会社）によって所有された。ブルー・ネットワークはアメリカ労働総同盟にも放送時間を販売した。
1944年9月にノーブルは「American Broadcasting Company」（WOLから）、「American Broadcasting Corporation」（WLAPから）、「American Network」（すでに活動を停止したFM局から）の名称の権利を取得し、「American Broadcasting System」から「American Broadcasting Company」への改名を法的にクリア、NBCブルーは「ABC」に改名された。このことは改名の嵐を引き起こした。CBSは混乱を避けるため、1946年にニューヨークの主要局、WABC 880のコールサインをWCBSに変更した。1953年にニューヨークのWJZと姉妹テレビ局は放棄されていたWABCとWABC-TVのコールレターを取得した。（ウェスティングハウスは1959年にボルチモアのTV局を取得した際、これにWJZのコールレターを再び使用することにした。ボルチモアのWJZ-TVと姉妹ラジオ局は現在CBSが所有する。）
ABCラジオは僅かなヒット番組および著名なスターと共にゆっくりと始まり、聴取者を育てなければならなかった。ノーブルはより多くの放送局を買収し、その中にはデトロイトのWXYZも含まれた。WXYTはいくつかの人気シリーズを作り出した局であり、『ローン・レンジャー』、『サージェント・プレストン』、『グリーン・ホーネット』もWXYTのオリジナル・プログラムであった。ノーブルはまたハリウッドの製作基盤をネットワークに与えるため、ロサンゼルスのKECA（現在のKABC）も買収した。裏番組の編成はABCの特徴となった。例えば、『ストップ・ザ・ミュージック!』のような耳障りなクイズ番組をNBCやCBSのより考え深い番組に当てるなどである。番組製作のポリシーは事前録音の使用を禁ずることとなった。占領下のドイツから返却された高品質な録音テープを使用して、ABCは緊密なスケジュールから自由を欲しがった何名かの著名なスター（例えば、ビング・クロスビー）を引きつけることとなった。1940年代後半にABCは依然として4番目のネットワークと評されていたが、その勢いは既存のネットワークに迫り始めていた。

### 1948年: レナード・ゴールデンソンとテレビ放送の開始
ABCはラジオネットワーク設立の費用に直面し、テレビネットワークのための別途費用を呈する立場にはなかった。それでも、権利確保のため1947年にラジオ局を所有する5都市（当時全国の聴取者数の25パーセントを有していた）においてABCはテレビ放送免許の申請を行った。5件の申請は全て7チャンネルでの放送であった。フランク・マークス（ABCの技術担当の副社長）は当時ローバンド（2～6チャンネル）は軍用に再割り当てされると考え、その結果申請を行った5局のVHFチャンネル7は最小のテレビダイヤル番号となり、最も良いチャンネルポジションとなった。このようなチャンネルの移動はその後決して起こらなかった。しかしながら思いがけず60年後にチャンネル7の周波数はデジタルテレビ放送に技術的に好都合であることが判明した。これは予期しなかったテレビ放送技術の夜明けであった。
ABCテレビネットワークは1948年4月19日に放送を開始した。ネットワークは最初の主要系列としてフィラデルフィアのWFIL-TV（現在のWPVI-TV）とワシントンのWMAL-TV（現在のWJLA-TV）を取り上げた。自社の所有する主要局、ニューヨークのWJZ-TV（現在のWABC-TV）との契約はその年の8月であった。残る自社所有の主要局、デトロイト、シカゴ、サンフランシスコ、ロサンゼルスでの契約は続く13か月間で行われ、1949年の秋までに重要な大都市圏においてCBSやNBCと同等の存在感を与え、ライバルのデュモント・テレビジョン・ネットワークに対する長期間の優位性も得ることとなった。
今後数年間にABCはほとんど名前のテレビネットワークであった。最大の市場を除く、ほとんどの都市は1つまたは2つだけの局を持っていた。FCCは志願者数千人を整理し、1938年と1946年の間に置いた技術的および配分基準を見直しながら、新しい局用の申請を中断した。こうした混沌とした状況は1952年の半ばまで続いた。その時まで、米国で唯一の108局があった。1952年下半期の懸濁液の終わりまで、いくつかの遅いテレビの開発と大規模な都市（例えば、ピッツバーグやセントルイス）は長期間にわたって1つだけ駅を持って、ボストンなどの他にも多くの大都市は2つだけありまし、かなり多くの都市（例えば、コロラド州デンバーやオレゴン州ポートランド）が全くテレビ放送がありませんでした。 ABCのような遅参者のために、これは一部の市場では二次の状態に左遷、他のものでは全くない伝送を意味した。ABCはほとんどその系列局の中で忠誠を命じていません。しかし、仲間の起動ネットワークのデュモントとは異なり、少なくとも、忠誠心と収益を生成することができそこからラジオネットワークを持っていた。また、シカゴとロサンゼルスの重要な市場で局WENR-TV（現在のWLS-TV）とKECA-TV（現在のKABC-TV）を含めて5所有·運営局の完全な補完を持っていた。その時でさえ、1951によるABC自体はひどく広げ過ぎ、破産の危機に瀕して発見した。その5所有・運営局（WJZ、WENR、KECA、デトロイトでWXYZ-TV、サンフランシスコでKGO-TV）を強化するため、だけ9常勤の系列局を持っていた。
ノーブルはついにユナイテッド・パラマウント・シアターズでホワイトナイトを見つけた。1949年代後半の合衆国最高裁判所判決「United States v. Paramount Pictures, Inc.」によってパラマウント映画から切り離された時点で、UPTは、現金が豊富だ、多くの貴重な不動産を支配していた。UPT会長レナード・ゴールデンソンは投資機会を見つけるために設定。映画業界から締め出さ、ゴールデンソンは放送の可能性を見まし、ABCの購入を交渉するために1951年にノーブルに接近した。ノーブルはビル・ペイリーのCBSなどの他の求婚者が近づいていたので、ゴールデンソンに対応するために急いではなかった。いくつかの厳しい交渉の後、UPTとの合併は最終的に受理され、1951年の春の終わりに発表された。 局使用許諾の転送が再び関与していたため、FCCは異論であることが証明ヒアリングを開催した。
FCCはUPTのパラマウント映画から離別に焦点を当てた。彼らは真に独立したのか？パラマウントのデュモント・ラボラトリーズ（テレビネットワークの親会社）で長年の投資の役割は何か？審議の年後に、5–2分割決定で、FCCは、1953年2月9日にUPTで購入を承認した。取引の賛成で話す、一つの担当委員は、UPTはABCを現実的で競争力のある第三ネットワークに変換するために現金を持っていたという事実を述べている。会社名はAmerican Broadcasting-Paramount Theatres, Inc.（アメリカン・ブロードキャスティング゠パラマウント・シアターズ・インク）になった。エドワード・ノーブルは、彼が1958年に死去するまで、新しいABCの取締役会に残っていた。彼とゴールデンソンは、ABCはかかるだろうと新たな方向性に関する、時にはそうは思わない。ロバート・キントナー（もともとノーブルに雇われたネットワーク社長）は、ゴールデンソンと彼が雇った幹部が最終的に固体の命令を取ったなぜなら、ノーブルの活発な反対にもかかわらず1956年に解雇された。
間もなくABCとUPTの合併後、ゴールデンソンは合併の申し出とともにデュモントに近づいた。デュモントは、パラマウントが所有する2局の理由に2追加の所有・運営局を取得からそれを禁じたFCCの裁定を含む、いくつかの理由で金融困っていた。しかし、テレビ番組の創造性における先駆的な品格を持つ、デュモントはABCに対して優位性を持って、第三のテレビネットワークとしての地位を確立するために登場した。UPTとABCの合併は事実上デュモントを生命維持に置いたとき、すべてが変わった。ゴールデンソンとデュモントの常務テッド・バーグマンは素早く対処することで合意した。合併案の下では、併案されたネットワークは最低5年間「ABC゠デュモント」と呼ばれていただろう。デュモントはそのテレビジョン受信用と保証された広告の時間内に500万ドルを受け取ることになった。その見返りに、ABCはデュモントのすべてのネットワーク・コミットメントを尊重することで合意した。併案されたネットワークは、5の大きな市場に所有・運営局を搭載し、CBSとNBCに匹敵する巨人だっただろう。FCCの5局制限に従うためには、WJZ-TVまたはデュモンの主力局WABD-TV（現在：WNYW）のどちらか、同様に2つの他の局（最も可能性が高い、WXYZ-TVとKGO-TV）、を売らなければならなかっただろう。併案されたネットワークは、デュモント所有WDTV（現在：KDKA-TV、皮肉なことにCBSの所有権の下で）は合併の一環であるとともに、ピッツバーグで独占を獲得していただろう。しかし、パラマウントは販売を拒否した。数か月前に、FCCはパラマウントのデュモント以上の制御を確認し、両社は本当に別々であったかどうかについてまだ余韻の質問があった。1956年に、デュモンネットワークが遮断された。
UPTによる買収後、ABCはついにCBSとNBCの規模でフルタイムのテレビネットワークサービスを提供するための手段を持っていた。半ば1953年に、ゴールデンソンは二正面キャンペーンを始め、ハリウッドのスタジオに彼の古い仲間（彼は1938年以来強大パラマウント劇場チェーンの頭だった）をテレビ番組に移動する納得させた（数年以内に、彼はニューヨークで放送されたライブショーからハリウッドでテレビのために作られた映画にテレビ番組を切り替えていた）。改装されたABCが出てくるするところだったことを局所有者を説得し始めた。また、CBSとNBCのいくつかの市場で長年の系列局をABCに移動するに納得させた。新しいABCは1954年10月27日に空気を打ったとき、彼の2つの部分のキャンペーンが報われた。記録的観客に持ち込ま番組の中ではウォルト・ディズニーによって生産と提示され『ディズニーランド』があった。これはスタジオとネットワークとの間の40年後にはそれらの両方を変換関係を始めた。また、最初のシーズンはMGM、ワーナー・ブラザース、20世紀フォックスあったことを示す。2年以内に、ワーナー・ブラザースは毎週のABCのために番組の10時間を製造していた。その番組のほとんどは交換探偵と西部シリーズ（『シャイアン』、『マーベリック』、『サンセット77』、『サーフサイド6』、『ブロンコ』、『ハワイアン・アイ』、『コルト .45』を含む）が含まれていた。1950年代半ばはABCがついに『ディズニーランド』を含むトップテン番組を持っていた。この期間に、ABCを確立する助け他の初期のヒットシリーズは、『ローン・レンジャー』（『ディズニーランド』の前にABCの最も成功した番組）、『オジーとハリエット』（実生活のネルソン家を主演）、『ビーバーちゃん』（以前はCBSで放映された）、『ディテクティブ』、『アンタッチャブル』を含まれている。1955年に、ネットワークはKTLAの『ドッジ・ダンシング・パーティ』に全国放送権を取得した。最終的に、その番組はABCのフィクスチャ・プログラム『ローレンス・ウェルク・ショー』に発展した。しかし、まだ長い道のりがあった。多くの市場は、1960年代後半（または場合によっては、1980年代）までABCを二次の状態に左遷した。
1955年に、ABCは音楽録部門の「AmPar Record Corporation （アムパー・レコード・コーポレーション）」を設立した。アムパーは人気の音楽会社のABCパラマウント・レコード（1965年にABCレコードになっている）および1961年に作成された注目のジャズ会社のインパルス・レコードを設立し運営した。ABCパラマウントは、続いてガルフ・ウェスタンの部門のフェイマス・ミュージックから多くの会社（ドット、スティード、アクタ、ブルー・サム、パラマウント）を購入した。全体の部門は1979年にMCAレコードに売却された。その後の買収の結果として、ABC音楽録部門の残党は現在ユニバーサル ミュージック グループによって所有されている。ディズニーとの合併後、ABCはブエナ・ビスタ・ミュージック・グループ（ウォルト・ディズニー・レコードとハリウッド・レコードなどのレコード会社の親会社）の姉妹会社となった。

## 沿革
- 1940年 放送局「NBC（National Broadcasting Company）」が、連邦通信委員会（FCC）の命令によって2社（NBC Blue Network, Inc.とNBC Red Network, Inc.）に分割される。
- 1943年 エドワード・ジョン・ノーブルがRCAからNBC Blue Network, Inc.を買収し、The Blue Network, Inc.と改称し、ネットワーク名を「American Broadcasting Company（ABC）」とする。
- 1948年4月19日 テレビ放送を開始する。
- 1953年 ユナイテッド・パラマウント・シアターズ社と合併する。
- 1986年 メディア会社「キャピタル・シティーズ」[注釈 2]と合併し、社名をキャピタル・シティーズ/ABCと改称する。
- 1996年 エンターテインメント会社ウォルト・ディズニー・カンパニーに買収され、社名をThe American Broadcasting Companies, Inc.（The ABC, Inc.）と改称する。
- 2006年 ラジオ部門をシタデル・ブロードキャスティング社（Citadel Broadcasting Corporation）に売却。

## 批判
- 2010年2月22日、トヨタ自動車の大規模リコールに関連して、南イリノイ大学のデビッド・ギルバート教授が行ったトヨタ車を急加速させる実験の映像を流し、車両に問題があることを示唆する報道を行った。トヨタ自動車は、同年3月8日、ABC側が人為的に急加速させた実験を一方的に脚色して放送したとして非難する声明を発表。これを受けてABC側は同月12日に、実験報道は映像を操作したものであることを認めた[7]。
- 2024年3月10日、『ジス・ウィーク』の番組内で司会のジョージ・ステファノプロスがドナルド・トランプによる過去の性加害を巡る問題について、「トランプは強姦の責任があると認定された」と発言したが、実際の民事訴訟ではトランプに対して500万ドルの支払いを命ずる判決が出たものの、強制性交の事実は認定されなかったことから、トランプは「虚偽で中傷的だ」などと主張し、ABCに名誉毀損訴訟を起こしていた。同年12月、ABCはトランプに対して遺憾声明を発表すると共に今後トランプが建設する予定の博物館に1500万ドルを寄付する和解条項が成立したことを明らかにした[8][9]。